# Peter Binoit

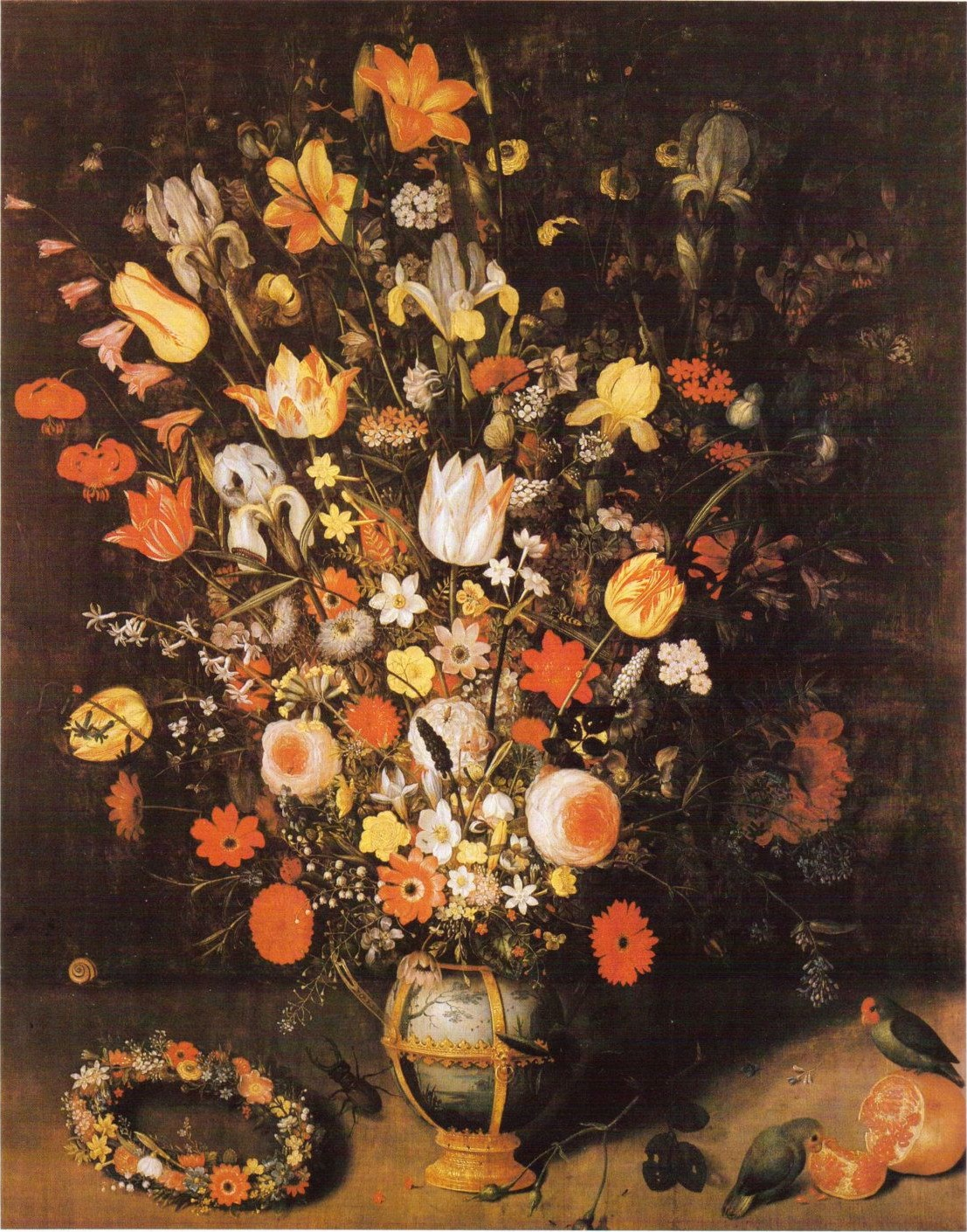
Peter Binoit: Vase mit Blumen, ca. 1620

Peter Binoit (* um 1590; † 14. März 1632 in Hanau) war ein deutscher Stilllebenmaler.

## Leben
Sein Vater, Jacques Binoit, war aus den Niederlanden ausgewandert und nach Köln gezogen, wo Peter Binoit auch seine Ausbildung erhielt. Signierte Gemälde von ihm gibt es ab 1611. Ab 1623 ist er in Hanau nachgewiesen, wo er – das Verhältnis der beiden ist nicht geklärt – wahrscheinlich in der Werkstatt von Daniel Soreau arbeitete. Am 15. Februar 1627 heiratete er die Nichte von Daniel Soreau, Sarah Soreau (getauft am 3. Januar 1605 in Frankfurt am Main). Das Paar hatte mindestens zwei Kinder, geboren 1628 und 1631. Das Älteste, der Sohn Pierre, starb bereits 1629.
Die Witwe von Peter Binoit heiratete 1633 den Kupferstecher Christoph le Blon aus Frankfurt am Main.